# جيب تاجي
الجيب التاجي أو الجيب الإكليلي (بالإنجليزية: Coronary sinus)‏ هو مجموعة من الأوردة التي توحدت لتكوين وعاء كبير من أجل تجميع الدم من عضلة القلب.
يعمل الجيب التاجي على إيصال الدم غير المؤكسج إلى الأذين الأيمن كما يفعل الوريد الأجوف العلوي والوريد الأجوف السفلي.